# 金窯線
金窯線（きんようせん）は、中国遼寧省の瀋大線より分岐している全長22.6キロメートルの貨物専用線である。瀋陽鉄路局の管轄で複線電化されている。2007年、複線化された。瀋大線金州駅で操車され、東部の大連経済技術開発区大窯湾港区にある金馬、金橋、金港駅に至る。また、金橋駅より北良食糧埠頭に分岐線が出ている。
| スタブアイコン | サブスタブ | この項目は、まだ閲覧者の調べものの参照としては役立たない、鉄道に関連した書きかけの項目です。この項目を加筆・訂正などしてくださる協力者を求めています（P:鉄道/PJ:鉄道）。 |